# Kaputjugh
Le Kaputjugh (en arménien Կապուտջուղ, en azéri Qapıcıq dağı et en russe Капутджух, Kapoutdjoukh) est une montagne dans le sud du Zanguezour à la frontière arméno-azerbaïdjanaise qui s'élève à 3 904 mètres d'altitude. Plus précisément, le Kaputjugh est situé à la frontière entre la région de Syunik en Arménie et le Nakhitchevan en Azerbaïdjan.
Le Kaputjugh est la montagne la plus élevée du Nakhitchevan et la deuxième plus haute montagne d'Arménie derrière le volcan Aragats (4 095 m). Le sommet le plus élevé d'Azerbaïdjan est le Bazardüzü (4 466 m).